# Редонда

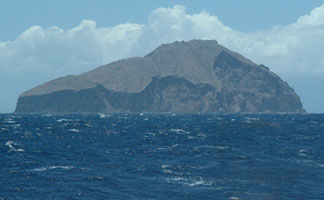
Підпливаючи до острова Редонда

Прапор віртуального "королівства Редонда"

Редо́нда – дуже маленький, незаселений острів у Карибському морі, на заході Вест-Індії у групі Повітряних островів. Острів належить Антигуа і Барбуда. Острів розташований на південному заході від острова Антигуа на відстані 56,2 км від нього. Розташований поміж островами Невіс та Монтсеррат. 
Фактично Редонда — це велика скеля. Площу острова оцінюють у 1,6-2,6 км². Найвища точка знаходиться на висоті 296 метри над рівнем моря. 
Христофор Колумб відкрив Редонду під час своєї другої мандрівки, проте він там не висаджувався. У 1860-х роках острів перейшов під контроль британців.
У 1865 році територія острова проголошена Королівством Редонда. Глава самопроголошеної держави — король Лео. Ця віртуальна держава має свій прапор та герб.